# おほしんたろう
おほ しんたろう（本名：於保 紳太郎〈読み同じ〉、1985年6月16日 - ）はお笑いタレント。
佐賀県唐津市出身。ワタナベエンターテインメント九州事業本部所属。

## 略歴
血液型はA型。旧厳木小平之分校、本山小学校、厳木中学校、小城高校を経て、九州大学文学部卒。
中学生の頃から、ゲーム情報誌『ファミ通』の読者コーナー「ファミ通町内会」に投稿を始める。ペンネームを「マチュピチュ」、後に「塩味電気」に改名して活動。イラストやマンガネタを得意とし、初代4コマGP優勝者となるなど活躍する。また、視聴者参加型の大喜利番組『着信御礼!ケータイ大喜利』（NHK総合）に、「おほ」名義で投稿。番組内での最高位（当時）となる「レジェンドオオギリーガー」認定（後のレジェンド初段。2016年4月以降は番組内のルールが改定され、最高位はシルバーレジェンドオオギリーガー）となる。
九州大学在籍時には落語研究会に所属し、漫才やコントを行う。プロ芸人も輩出している福岡のお笑い集団「お笑い番長」の舞台に学生時代から立ち、アマチュアながら「福岡が生んだ天才ピン芸人」と呼ばれていた。なお、本人の出身地は佐賀県である。
2008年に、ワタナベエンターテインメント主催のオーディション番組『お笑いスカウトバトル』（テレビ西日本）に挑戦し、決勝進出。2009年にも同大会に出場、史上初の2大会連続で決勝に進出し優勝した。この優勝をきっかけとし、大学卒業後にワタナベエンターテインメント九州事業本部に所属し、プロの芸人となる。
2010年より同じ事務所のノボせもん、入江マシオ（おりがみ）とのユニット「事務所モナムール」として活動していたが、2011年3月に解散し再びピン芸人になる。
2011年に福岡で行われた「博多大吉軍VSケンコバ軍 九州大喜利頂上決戦」で博多大吉軍として参戦。『着信御礼!ケータイ大喜利』（NHK総合）をきっかけに芸人になったという話題性を持ち、出演者の中で唯一のワタナベエンターテインメント所属であったため、出場者の中でも一際異彩を放つ存在であり注目を集めた。しかし結果については本人いわく、「その大喜利ライブで手も足も出ず、2時間あわあわしてライブが終わった。圧倒的な力の差を感じた。」と振り返っている。
2011年6月にTwitterのアカウントを開設。2014年から自分のTwitterに1コマ漫画やイラストネタを頻繁に掲載し始める。
2018年に、第39回ABCお笑いグランプリにて最終予選に進出。同年に事務所の後輩であるかごしま太郎とのコンビ「たろう」を結成し、M-1グランプリ2018・2023では3回戦に進出。2023年にはジモトスター賞を受賞。

## 人物
特徴は坊主頭に眼鏡。坊主頭は大学生の時に初めて剃る。
学生時代「帽子は気取っているようで被るのが恥ずかしい」と公言していたが、現在はしばしば被っている。
がんばれ!ぶそんくん（SMA HEET Project所属）と大学時代に同じサークルだったため面識がある。ぶそんくんは、前述の『お笑いスカウトバトル』で「踝」名義で漫才を披露し、おほと直接対決をしている。
単独ライブを不定期に福岡市中央区唐人町にある甘棠館show劇場で行っている。内容は、主にピンコントを行い、コントの合間に映像作品を挟んで客を飽きさせない工夫を凝らしている。また、コントだけではなく「絵のコーナー」や「相田みつをリミックス」という独自のコーナーを設けることがある。単独ライブのポスターは、「ファミ通町内会」や大喜利でよく使用される奇怪なイラストが描かれることが多い。
2013年、北九州市で行われた第2回『大喜利ライブ 喜と愛楽』で優勝した。
「ゴリパラ見聞録」に出てくる、キッズの希望する行き先を描いたイラストは、おほが手がけている。

## Twitter関連
2011年6月にTwitterのアカウントを開設。当初は日常の出来事をツイートしていたが、事務所の先輩芸人である斉藤優（パラシュート部隊）から「せっかくマンガ描けるならいっぱい描いたほうがええで」とアドバイスをもらい、2014年3月30日の「アメリカンドッグの断面。」を皮切りにイラストネタの投稿を始めた。
転機となったのは、2015年1月27日。アイドルグループの指原莉乃（当時HKT48）が自身のTwitterで「おほしんたろうさんおもしろすぎるー!!!!」というコメント共に、おほのイラストネタを紹介する。その投稿を見た柏木由紀（AKB48）は「面白すぎて撮影止まった」、岩佐美咲は「これは、ハマります」などと絶賛のコメントを投稿。当時1万人程度だったおほのフォロワー数が、一気に3万人程度まで増加するなど注目を集めた。おほはこの出来事について「さっしーバブル」と呼んでいる。以降もフォロワー数は増え続け、2016年現在はフォロワー数は15万人を超えている。
2015年11月20日に自分のtwitterに掲載してきた作品をまとめた著書『おほまんが』（KADOKAWA）を刊行。今まで発表してきたネタに加え、新たに新作のネタや短編漫画を書き下ろしている。

## 賞レース戦歴

### R-1グランプリ
| 年（回） | 結果         | 会場                       | 日時    | 備考                 |
| -------- | ------------ | -------------------------- | ------- | -------------------- |
| 2008年   | 2回戦進出    | ラフォーレミュージアム原宿 | 2月1日  | アマチュア時代に参加 |
| 2010年   | 1回戦敗退    | パークスホール             | 1月14日 |                      |
| 2011年   | 2回戦進出    | テイジンホール             | 1月16日 |                      |
| 2013年   | 2回戦進出    |                            |         |                      |
| 2015年   | 2回戦進出    |                            |         |                      |
| 2016年   | 2回戦進出    | TOKYO FM HALL              | 1月23日 |                      |
| 2017年   | 1回戦敗退    | 新宿シアターモリエール     | 1月7日  |                      |
| 2018年   | 2回戦進出    |                            |         |                      |
| 2019年   | 2回戦進出    | 雷5656会館ときわホール     | 1月19日 |                      |
| 2020年   | 1回戦敗退    | 新宿シアターブラッツ       | 1月4日  |                      |
| 2024年   | 準々決勝進出 | ルミネtheよしもと          | 2月6日  |                      |

### M-1グランプリ（たろうとして）
出典
- 2018年 M-1グランプリ 3回戦進出
- 2019年 M-1グランプリ 2回戦進出
- 2020年 M-1グランプリ 2回戦進出
- 2021年 M-1グランプリ 2回戦進出
- 2022年 M-1グランプリ 2回戦進出（1回戦2位通過）
- 2023年 M-1グランプリ 3回戦進出（ジモトスター賞受賞）

### その他賞レース
- 2018年 第39回ABCお笑いグランプリ 最終予選進出

## テレビ番組

### 出演
- かちかちPress（サガテレビ、2015年4月 - ） - お天気コーナー（中継）を担当
- ゴリパラ見聞録 Happy New Year 生放送SP（テレビ西日本、2014年 - ） - 毎年ノボせもんなべと共に「FAXボーイズ」としてレギュラー出演
- バリはやッ!（福岡放送、2015年9月28日 - ） - おきりぃ。ニワトリのパペットのキャラクター、声を担当
- 福岡に音楽番組をつくりたい！(テレビ西日本） - 毎月第1水曜日深夜

#### 過去の出演番組
- グルニエ★少年少女（テレビ西日本、2009年 - 2011年）
- ナイツのHIT商品プロデュース（TVQ九州放送、2013年4月 - 6月）
- ナンデモ特命係 発見らくちゃく!（福岡放送）
- おっほ〜ゴッホみたいに言うな!!〜（TVQ九州放送、2015年10月 - 2018年3月）[19]
- 西郷どん（NHK、2018年1月7日 - 12月16日） - データ放送漫画「モウ想せごどん」を担当

### イラスト提供
- ゴリパラ見聞録（テレビ西日本、2009年 - ）

### アルバム
- 「ナンショット？ エビデ・ポジティ・ブー」おほ少年少女合唱部（サガテレビ、2016年10月5日）

### CM
- サントリー バーボン「ジムビーム」、「自由時間サイコーッ！」篇（2021年）
- トヨタカローラ佐賀（2021年6月 - ）

## 書籍
- おほまんが（KADOKAWA、2015）
- おほまんが しお味（KADOKAWA、2019）
- 学校と先生（ナナロク社、2019）
- おほ英会話（メディアビーコン・著、Gakken、2023）